# نارنج
نارنِج (همچنین نارنج تلخ) نام درخت و میوه ای از زیرردهٔ گل‌سرخیان* (رُزوئیده)، راستهٔ افراسانان*، تیره سدابیان*و از جنس مرکبات* است.نارنج معرب نارنگ فارسیست.
نام علمی نارنج (Citrus × aurantium) نشان می‌دهد که گیاهی هیبرید است و احتمالاً از تلاقی بین پوملو (pomelo) و نوعی نارنگی (mandarin) به وجود آمده‌است. نارنج بومی آسیای جنوب شرقی است و توسط انسان در بسیاری از نقاط جهان منتشر شده‌است.
نارنج میوه ای‌ست که در ایران به‌خصوص در (مازندران) به‌فراوانی کشت می‌شود و محصولات جانبی متعددی از آن به‌دست می‌آید. درخت نارنج بزرگ و زیباست با برگهایی بزرگتر از برگ‌های درخت لیمو، شکوفه‌های آن که بسیار خوشبو است بهارنارنج نامیده می‌شود. در بعضی مناطق در تمام فصول سال می‌توان میوه نارنج را بر روی درخت دید. درحالی‌که هنوز میوه سال گذشته بر درخت است میوه‌های جدید هم در حال رسیدن هستند.
در ایران این محصول به صورت صنعتی در بسته‌بندی‌های شیشه ای تولید می‌گردد.

## موارد استفاده

### استفاده خوراکی
از آب نارنج برای خوشبو کردن و بهبود طعم غذا استفاده می‌شود و از پوست میوه مارمالاد تهیه می‌شود. شکوفه‌های آن یکی از معطرترین گلهاست که از آن مربای بهار نارنج و همچنین عرق نارنج می‌گیرند که در طب سنتی ایران کاربرد دارد.
پوست این میوه هم سرشار از خاصیت است. طبیعت (مزاج) پوست نارنج، گرم و خشک است. بوییدن پوست و برگ نارنج هم نشاط‌آور است. از خلال پوست نارنج می‌توان با خیساندن در سرکه، ترشی ساخت. مربا و ترشی پوست نارنج تقویت‌کننده معده است.
در ایران شهر شیراز معروف به شهر بهار نارنج است.

### استفاده داروئی
نارنج در پزشکی سنتی به عنوان یک داروی محرک یا از بین برنده اشتها کاربرد دارد. در درمان ناراحتی‌های معده از مربای آن استفاده می‌شود. نارنج فشار خون و ضربان قلب را زیاد می‌کند.
بوییدن گل آن شادی‌آور، تقویت‌کننده مغز و از بین‌برنده آبریزش بینی (زکام) است. اگر یک قاشق مرباخوری از گل شکوفه خشک نارنج را به یک فنجان آب جوش اضافه کنید و در فنجان را ببندید بعد از ۱۰ دقیقه نوشیدنی بسیار خوشبو و نشاط آوری آماده می‌شود.
عرقی که از شکوفه‌های نارنج تهیه می‌شود عرق بهار نارنج نامیده می‌شود که طبیعت آن هم گرم و خشک است. این عرق، نشاط آور، تقویت‌کننده مغز، بازکننده مجاری بینی، از بین برنده ترشحات سینوس‌ها و دستگاه تنفس است. در از بین بردن بعضی از انواع تپش قلب مفید است. به علاوه در رفع دردهای ناشی از گیرافتادن باد در روده بزرگ هم مفید است. ناشتا خوردن آن در درمان اسهالهای رطوبی (اسهالهای ناشی از افزایش رطوبت دستگاه گوارش) مفید است.
زیاد بوئیدن بهارنارنج بی‌خوابی ایجاد می‌کند. از این خاصیت می‌توان در مواقع نیاز به‌رفع خواب‌آلودگی استفاده کرد. اگر نگران خواب‌آلودگی در کلاس درس یا جلسه امتحان هستید یک شیشه کوچک از عطر بهارنارنج را همراه خود داشته باشید و در صورت خواب آلودگی آن را ببویید. مصرف حدود چهار گرم از پوست خشک نارنج حالت تهوع و استفراغ را دفع می‌کند و انگلهای دستگاه گوارش را خارج می‌کند.

### استفاده غیرخوراکی
درخت نارنج مادر مرکبات است و پایه بسیار خوبی جهت پیوند شاخه‌های نارنگی یا پرتقال است.
بهارنارنج و پوست میوه نارنج دارای عطرمایه یا اسانس است که در صنعت عطرسازی و شامپوسازی کاربرد دارد.
چوب محکم و سفید یا زرد رنگ درخت نارنج در هنر خاتم سازی و منبت کاری مصرف دارد. به جای نفتالین که بدبوست می‌توان از پوست و شکوفه‌های خشک نارنج برای جلوگیری از آسیب دیدن لباس‌ها توسط حشرات استفاده کرد. اگر نارنج به صورت کامل همراه با پوست و دانه با حرارت کم همراه با کمی آب پخته شود تا اجزایش از هم جدا شوند و روی پوست و مو مالیده شود یک نرم‌کننده بسیار مفید برای پوست و مو و از بین‌برنده خارش است. رب نارنج هم خواص میوه نارنج را دارد.

## نارنج جد پرتقال
سال‌ها پیش نارنج توسط جادهٔ ابریشم از ایران به چین فرستاده شد. چینی‌ها با پیوند ان نوع شیرین تری را تولید کردند؛ که صد سال بعد توسط پرتغالی‌ها به ایران فرستاده شد. این نوع شیرین تر پرتقال بود. در واقع نارنج جد پرتقال است.
در ایران، استان مازندران، شهر بابل به شهر بهارنارنج معروف و مشهور است. از عطر بهار نارنج که به اسم «عرق بهار»  معروف است و اسانس آن 
در صنایع عطر سازی و خوراکی از جمله نوشیدنی های خنک و شربت استفاده می شود.

## نگارخانه

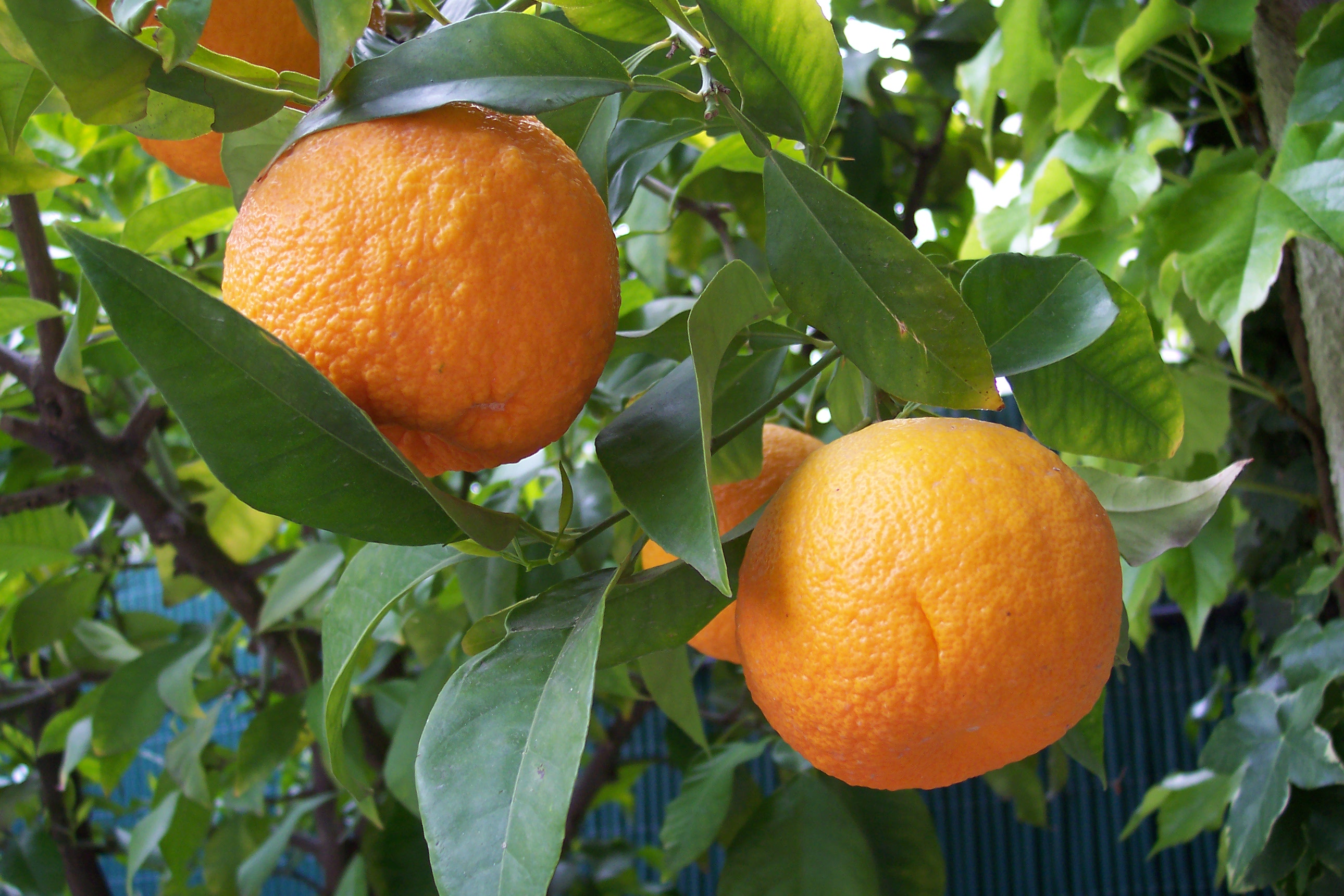
درخت نارنج
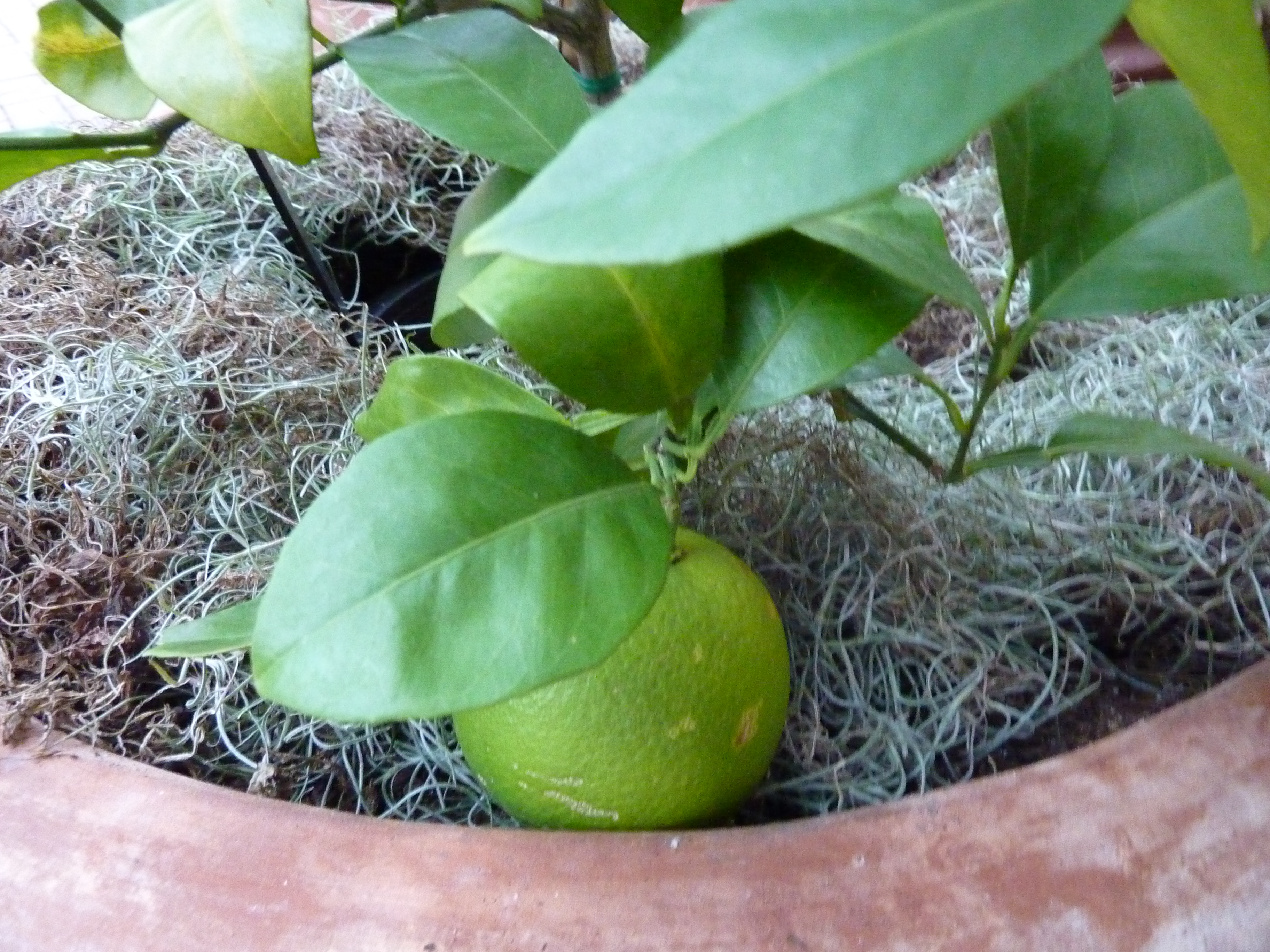
نارنج کال
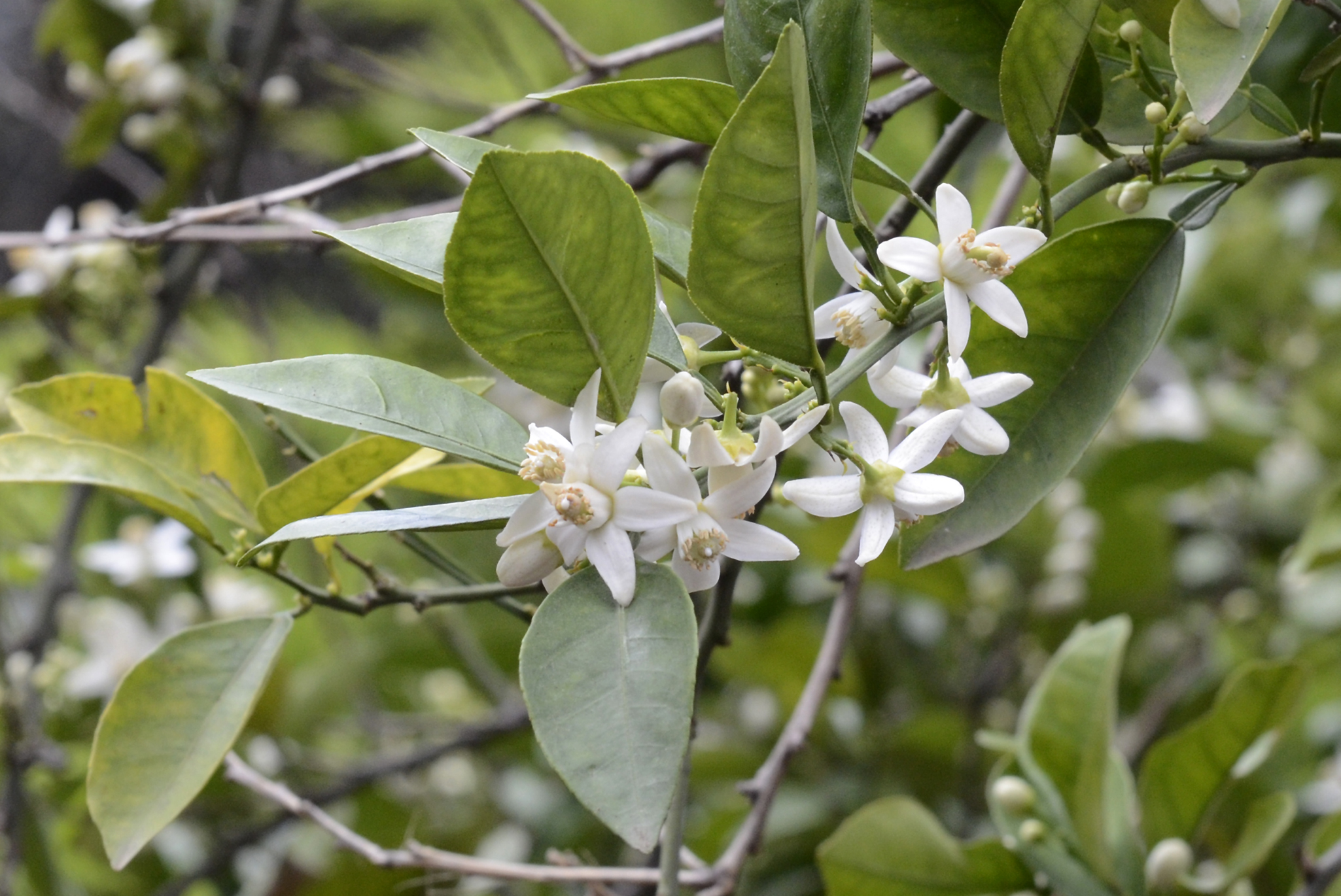
شکوفه نارنج
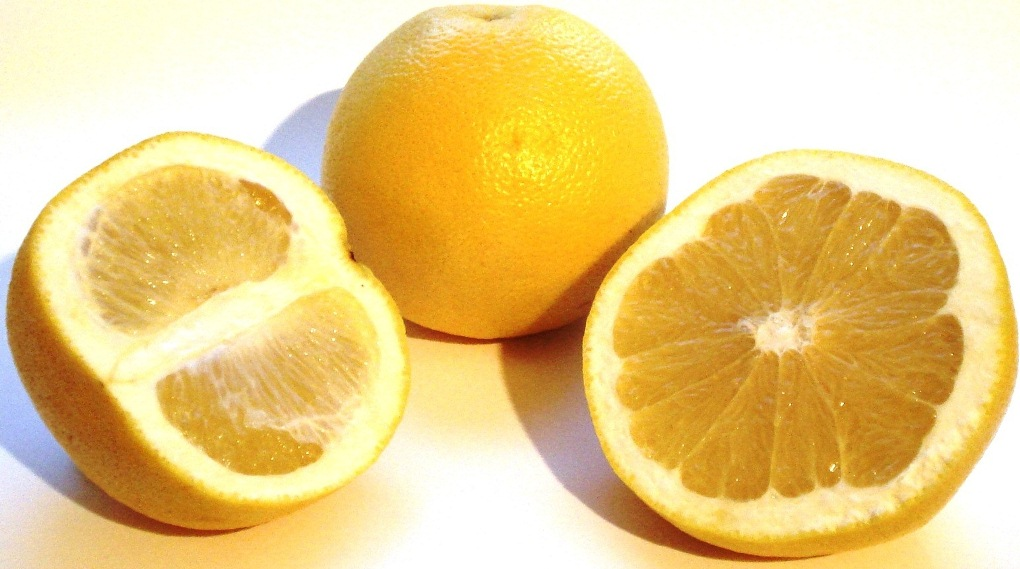
نارنج برش خورده
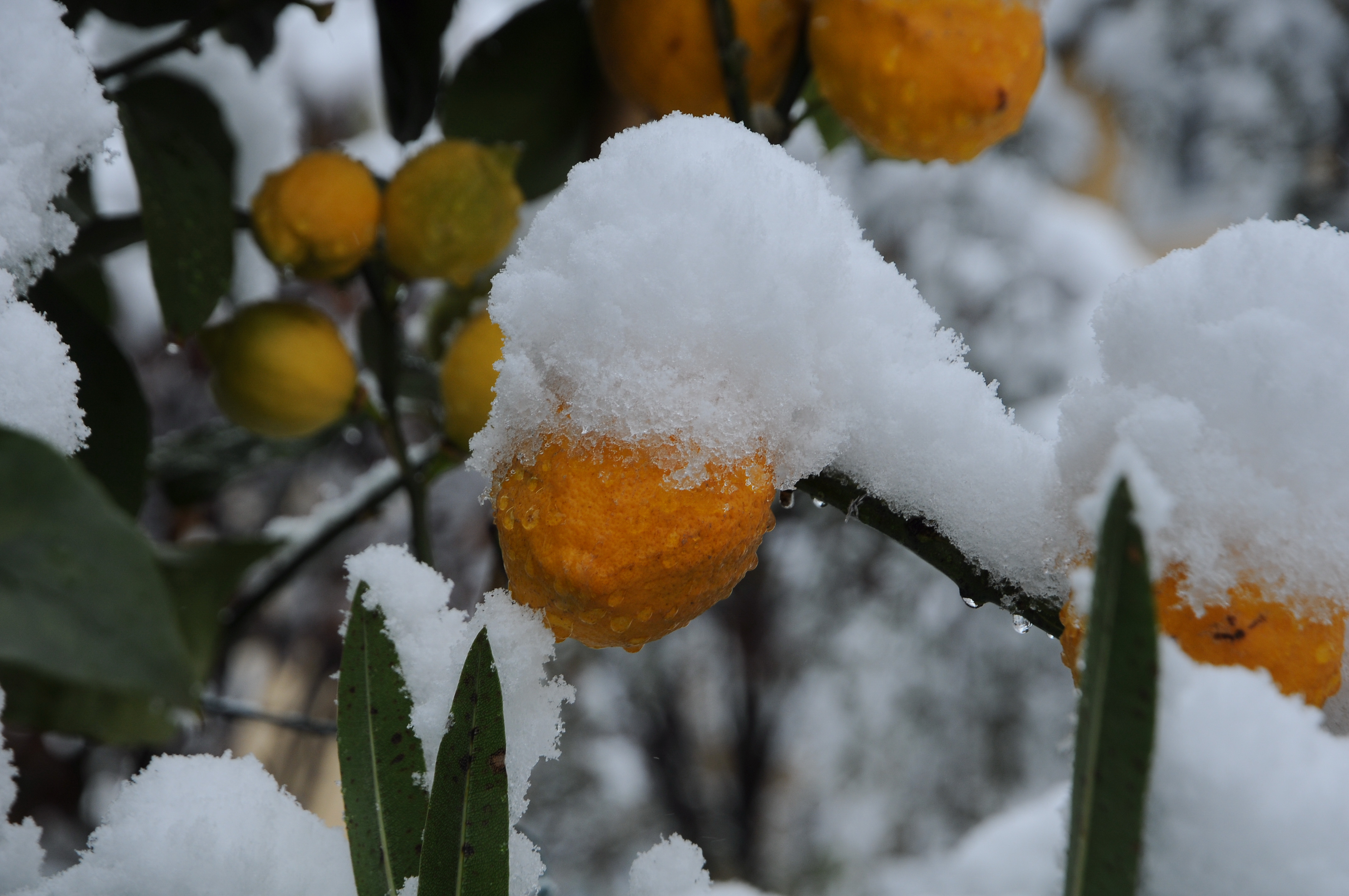
درخت نارنج در برف